# الاختبار والتتبع والحماية
الاختبار والتتبع والحماية (بالإنجليزية: Test, Trace, Protect)‏ هي خدمة تمولها الحكومة في ويلز، وقد نُشرت لأول مرة في 13 مايو 2020 من قبل الحكومة الويلزية لتتبع والمساعدة في منع انتشار COVID-19. هدفها هو «تعزيز المراقبة الصحية في المجتمع، وإجراء تتبع فعال وواسع النطاق للمخالطين، ودعم الناس لعزل أنفسهم».
نشرت الخدمة في 13 مايو 2020، قبل أسبوعين من برنامج «الاختبار والتتبع» في إنجلترا. وهي مسؤولية وزير الصحة في حكومة ويلز فوغان جثينج؛ كما أطلق الخدمة في 1 يونيو 2020.
تسلم من قبل عدد من الشركاء الذين يعملون معًا لمنع انتشار الفايروس: الصحة العامة ويلز ومجالس الصحة المحلية الويلزية التابعة لـ الوطنية للخدمات الصحية ويلز والسلطات المحلية في ويلز والوطنية للخدمات الصحية ويلز وغيرها.
توفر الخدمة مواقع مؤقتة حيث تؤخذ العينات من الأفراد وتعالج في مجموعة من المختبرات في جميع أنحاء ويلز وخارجها.

## اختبار ما قبل مايو 2020 في ويلز
في 28 مارس 2020، ذكرت هيئة الإذاعة البريطانية أن صفقة اختبار كوفيد-19 الرئيسية لويلز قد انهارت. بحلول شهر يونيو بعد طلب حرية المعلومات (FoIR)، أعلنت حكومة ويلز أنها رفضت نشر مراسلات حول سبب انهيار الصفقة مع شركة الأدوية روشي. ألقت مصادر وايتهول باللوم على شركة روش، التي "يبدو أنها تريد إعطاء الأولوية لأكبر طلبين - أحدهما هيئة الخدمات الصحية الوطنية في إنجلترا والآخر من قبل حكومة ويلز - مما دفع شركة روشي إلى إلغاء 5000 اختبار يوميًا لويلز.

ومع ذلك، بعد معلومات ثانية من القناة الرابعة للأخبار، نُشرت رسائل البريد الإلكتروني ذات الصلة، حيث قالت تريسي كوبر الرئيس التنفيذي للصحة العامة في ويلز، إن هناك صفقة سارية مع شركة روش السويسرية لتقديم 5000 اختبار إضافي يوميًا. غرقت بسبب الضغط من حكومة المملكة المتحدة. وقالت إن أصابع اللوم تشير مباشرة إلى حكومة المملكة المتحدة، «لأنها أعطت الأولوية بوضوح لاستخدام اختبار الشركة لأغراض تخصيص إنجلترا». بعد ذلك، كانت الاختبارات اليومية التي تم تلقيها في ويلز، كجزء من بدء التشغيل على مستوى المملكة المتحدة، أقل من 500. في اليوم الذي تم فيه الإعلان عن الكشف، قال آدم برايس، زعيم بلايد سيمرو، «هذا ليس أقل من فضيحة وطنية تظهر مدى تعامل وستمنستر مع ويلز بازدراء. نحن بحاجة ماسة إلى إجابات حول سبب اختارت الحكومة التزام الصمت بدلاً من التحدث علناً ضد الإجراءات الضارة لحكومة حزب المحافظين في المملكة المتحدة». ودحض متحدث باسم وزارة الصحة في إنجلترا هذا الاتهام.

## الاختبارات
يشمل الاختبار الأشخاص الذين ظهرت عليهم الأعراض، بينما يعزلون أنفسهم ويطلبون إجراء اختبار. إذا كان لدى الشخص أحد أعراض فايروس كورونا، على سبيل المثال: سعال مستمر جديد أو ارتفاع في درجة الحرارة أو تغير في الرائحة أو الذوق، سيحتاج هذا الشخص إلى إجراء اختبار في غضون 5 أيام. يمكن القيام بذلك بعدة طرق بما في ذلك:
- الاختبار الذاتي

- حجز اختبار عبر الإنترنت

- عبر الهاتف

يمكن إجراء الاختبار بإحدى الطرق الأربع وهو متاح لجميع البالغين والأطفال. يتضمن الاختبار أخذ مسحة من داخل الأنف ومن مؤخرة الحلق، باستخدام قطعة قطن طويلة.
واحدة من مرافق اختبار معامل المنارة هي نيوبورت - بيركين إلمر، وبدعم من حكومة ويلز. السلسلة الكاملة للعناصر الثلاثة الرئيسية للخدمة هي تطبيق NHS COVID-19 الخاص بويلز، والذي يختلف قليلاً عن التطبيق الخاص بإنجلترا والذي تديره الصحة العامة ويلز.

### الاختبار الذاتي
في مارس 2021، نشرت حكومة ويلز سلسلة من مقاطع الفيديو حول الاختبار الذاتي:

## التتبع
يتضمن هذا الجزء من الخدمة تتبع الأشخاص الذين كانوا على اتصال بشخص مصاب، ويطلب منهم عزل أنفسهم لمدة 14 يومًا. يُطلب من الشخص المصاب مشاركة تفاصيل الأشخاص الذين كانوا على اتصال وثيق بهم لمدة تصل إلى يومين قبل بدء الأعراض الأخرى، بما في ذلك:
- الاتصالات وجهاً لوجه والمحادثة على مسافة أقل من متر واحد أو الذين كان لديهم اتصال جسدي

- شخص كان على بعد مترين من الشخص المصاب لأكثر من 15 دقيقة على سبيل المثال في مكان العمل

- شخص سافر في مركبة صغيرة، أو شخص جالس في مكان قريب في وسائل النقل العام.[9]

## الحماية
يتعلق الجزء الأخير بحماية المجتمع، وخاصة العمال الرئيسيين وكبار السن والأكثر ضعفاً. تتضمن هذه الخدمة تقديم التوجيه، خاصةً إذا كان الشخص الذي ظهرت عليه الأعراض أو الأشخاص المخالطون له موجودون في مجموعة الحماية أو المجموعة المعرضة للخطر، بالإضافة إلى النصيحة. ثم يتم نقل الشخص المصاب إلى السلطة المحلية وقد يكون مؤهلاً لدفع 500 جنيه إسترليني نتيجة فقدان الأرباح.

## دول أخرى في المملكة المتحدة
وضعت برامج مماثلة في بلدان أخرى من المملكة المتحدة. أصبحت أيرلندا الشمالية أول دولة مكونة تعيد تطبيق تتبع المخالطين عندما أعلن في 23 أبريل 2020 كبير المسؤولين الطبيين مايكل ماكبرايد أن الخطة كانت «نشطة». بعد فترة تجريبية أصبح النظام يعمل بكامل طاقته في أيرلندا الشمالية يوم الاثنين 18 مايو. كانت أيرلندا الشمالية هي الجزء الأول من المملكة المتحدة الذي أطلق تطبيق تتبع جهات الاتصال، والذي تم إطلاقه في 30 يوليو. يعمل التطبيق على كل من أنظمة تشغيل آي أو إس وأندرويد، لكن المطور قال إنه لن يعمل على آيفون 6 أو أجهزة أبل الأقدم.
تم نشر خطط الاختبار والحماية، وهي خدمة تتبع جهات الاتصال في اسكتلندا، من قبل الحكومة الاسكتلندية في 26 مايو 2020، وتم إطلاقها في 28 مايو، بعد فترة وجيزة من إطلاق هيئة الخدمات الصحية الوطنية الاختبار والحماية؛ تم إطلاق التطبيق المصاحب «حماية سكوتلندا» للجمهور في 10 سبتمبر.
الخدمة في إنجلترا تسمى هيئة الخدمات الصحية الوطنية التتبع والحماية وبدأت بعد أسبوعين من الخدمة في ويلز.